# 神奈川県立鶴見支援学校
神奈川県立鶴見支援学校（かながわけんりつ つるみしえんがっこう）は、神奈川県横浜市鶴見区駒岡四丁目にある県立特別支援学校。

## 学部
- 小学部
- 中学部
- 高等部